# Bruck Challenger 1993
Il Bruck Challenger 1993 è stato un torneo di tennis facente parte della categoria ATP Challenger Series nell'ambito dell'ATP Challenger Series 1993. Il torneo si è giocato a Bruck in Austria dal 17 al 23 maggio 1993 su campi in terra rossa.

## Vincitori

### Singolare
Dmitrij Poljakov ha battuto in finale  Simon Touzil con il punteggio di 6–4, 6–1

### Doppio
Nils Holm /  Lars-Anders Wahlgren hanno battuto in finale  Ellis Ferreira /  Alexis Hombrecher con il punteggio di 0–6, 6–4, 6–4